# Plavání na otevřené vodě na mistrovství světa v plaveckých sportech 2001
Závody v plavání na otevřené vodě na mistrovství světa v plaveckých sportech za rok 2001 proběhly v Fukuoce, Japonsko 16. až 21. července 2001.

## Česká stopa
Česko reprezentovali 3 závodníci.
Yvetta Hlaváčová (*1975) z SK Pivovar Černá Hora byla v závodech na 5 km a v plaveckém maratonu na 10 km diskalifikována za nesprávné obeplutí bojek. V závodě na 25 km obsadila 8. místo ze 14 závodnic. 
V závodě na 5 km mužů startovalo 31 závodníků – Pavel Srb (*1980) z TJ Bohemians Praha obsadil 24. místo. V plaveckém maratonu na 10 km startovalo 28 závodníků – Rostislav Vítek (*1976) z KPSP Kometa Brno obsadil 20. místo. V závodě na 25 km mužů startovalo 25 závodníků – Pavel Srb (*1980) z TJ Bohemians Praha obsadil 14. místo a Rostislav Vítek (*1976) z KPSP Kometa Brno 16. místo.

## Výsledky

### Individuální disciplíny
| Muži                      | Zlato                     | Zlato     | Stříbro                   | Stříbro   | Bronz                   | Bronz     |
| ------------------------- | ------------------------- | --------- | ------------------------- | --------- | ----------------------- | --------- |
| 5 km                      | Luca Baldini (ITA)        | 55:37,0   | Jevgenij Bezručenko (RUS) | 56:31,0   | Marco Formentini (ITA)  | 56:42,2   |
| plavecký maraton na 10 km | Jevgenij Bezručenko (RUS) | 2:01:04,0 | Vladimir Ďatčin (RUS)     | 2:01:06,0 | Fabio Venturini (ITA)   | 2:01:11,0 |
| 25 km                     | Jurij Kudinov (RUS)       | 5:25:32,0 | Stéphane Gomez (FRA)      | 5:26:00,0 | Stéphane Lecat (FRA)    | 5:26:36,0 |
| Ženy                      | Zlato                     | Zlato     | Stříbro                   | Stříbro   | Bronz                   | Bronz     |
| 5 km                      | Viola Valliová (ITA)      | 1:00:23,0 | Peggy Büchseová (GER)     | 1:00:49,0 | Hayley Lewisová (AUS)   | 1:00:52,0 |
| plavecký maraton na 10 km | Peggy Büchseová (GER)     | 2:17:32,0 | Irina Abysovová (RUS)     | 2:17:47,0 | Edith van Dijková (NED) | 2:17:52,0 |
| 25 km                     | Viola Valliová (ITA)      | 5:56:51,0 | Edith van Dijková (NED)   | 6:00:36,0 | Angela Maurerová (GER)  | 6:06:19,0 |

## Medailová bilance
V plavání na otevřené vodě se rozdělily celkem 6 sad medailí.
| Pořadí | Stát             |       | Muži    | Muži  | Muži  |         | Ženy  | Ženy  | Ženy    |       | Muži + Ženy | Muži + Ženy | Muži + Ženy | Celkem |
| Pořadí | Stát             | Zlato | Stříbro | Bronz | Zlato | Stříbro | Bronz | Zlato | Stříbro | Bronz |             |             |             | Celkem |
| ------ | ---------------- | ----- | ------- | ----- | ----- | ------- | ----- | ----- | ------- | ----- | ----------- | ----------- | ----------- | ------ |
| 1.     | Itálie (ITA)     |       | 1       | 0     | 2     |         | 2     | 0     | 0       |       | 3           | 0           | 2           | 5      |
| 2.     | Rusko (RUS)      |       | 2       | 2     | 0     |         | 0     | 1     | 0       |       | 2           | 3           | 0           | 5      |
| 3.     | Německo (GER)    |       | 0       | 0     | 0     |         | 1     | 1     | 1       |       | 1           | 1           | 1           | 3      |
| 4.     | Francie (FRA)    |       | 0       | 1     | 1     |         | 0     | 0     | 0       |       | 0           | 1           | 1           | 2      |
| 4.     | Nizozemsko (NED) |       | 0       | 0     | 0     |         | 0     | 1     | 1       |       | 0           | 1           | 1           | 2      |
| 6.     | Austrálie (AUS)  |       | 0       | 0     | 0     |         | 0     | 0     | 1       |       | 0           | 0           | 1           | 1      |
| Celkem | Celkem           |       | 3       | 3     | 3     |         | 3     | 3     | 3       |       | 6           | 6           | 6           | 18     |